# 玫瑰寡杜父魚
玫瑰寡杜父魚，為輻鰭魚綱鮋形目杜父魚亞目杜父魚科的其中一種，為亞熱帶海水魚，分布於東太平洋美國加州至墨西哥下加利福尼亞半島北部海域，體長可達10公分，棲息在潮間帶，生活習性不明。